# 募捐箱

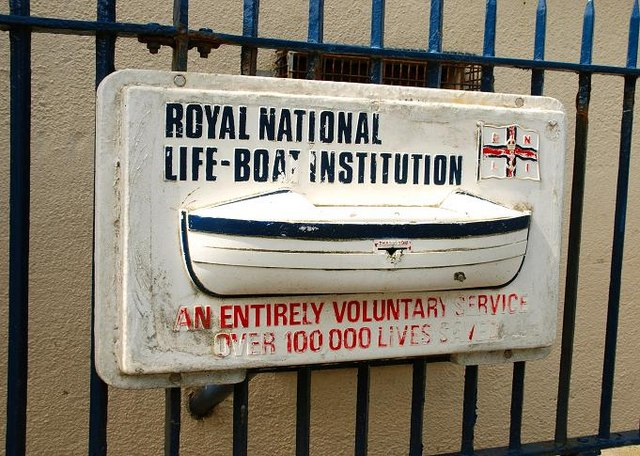
英国皇家全國救生艇協會的募捐箱

募捐箱是專門用來接收眾人捐款的容器。募捐箱通常出现在教堂、寺廟、图书馆、博物馆和许多非营利组织辦公地點等公共场所。